# مفيد النشاشيبي
مفيد سعيد أحمد النشاشيبي (1915-1999) مهندس وسياسي فلسطيني، كان عضو في اللجنة المحلية للحزب الشيوعي الفلسطيني في القدس، ومن مؤسسي عصبة التحرير الوطني الفلسطيني وعضو فيها، حتى انشق عنه عام 1948، توفى في 24 مارس 1999.

## النشأة والدراسة
ولد مفيد النشاشيبي في 16 يولو 1915 في مدينة القدس، انهى المرحلة الأساسية من مدرسة سانت  جورج في القدس، سافر لمصر للدراسة في الجامعة الأمريكية بالقاهرة وبسبب انضمامه للحراك الثوري ضد الاحتلال البريطاني في مصر تم ترحيله، أتم دراسته الجامعية في كلية روبرت في إسطنبول في تخصص الهندسة المدنية، وفي عام 1936 عاد الى فلسطين ليعمل مهندس بيئي في بلدية القدس.

## المسيرة السياسية
انضم النشاشيبي الى الحزب الشيوعي الفلسطيني ما بين عام 1937 و1938، بعد أن اقنعه صديقه له عضو في الحزب يدعى عبد الغني الخطيب، كانت من أول مناصبه تعينه كعضو في لجنة الحزب المحلي في القدس، في عام 1943 شارك النشاشيبي بالتعاون مع حيدر عبد الشافي ومخلص عامر، وإميل توما، وإميل حبيبي في تأسيس عصبة التحرير الوطني المنشقة عن الحزب الشيوعي الفلسطيني، وعقب التأسيس أصبح عضو في اللجنة المركزية للعصبة سرًا لأنه كان يعنل موظفا في الحكومة، انشق عن العصبة بعد موافقة الأعضاء على قرار تقسيم فلسطين. في عام 1947 كان من بين المنضمين للاجتماعات السرية مع الممثل اليوغوسلافي في لجنة التحقيق الدولية التابعة للأمم المتحدة التي حدثت في القدس حول مصير فلسطين والتقسيم ونتج عن تلك الاجتماعات ما يسمى "رأي الأقلية" وهو برنامج لإقامة دولة فلسطينية مستقلة، شغل منصب مدير الخدمات الهندسية في الأنروا، انشق عن العصبة بعد موافقة الأعضاء على قرار تقسيم فلسطين عام 1948.
شارك في تخطيط وتصميم مساكن اللاجئين، عام 1952، حصل على منحة من منظمة الصحة العالمية لدراسة الماجستير في الصحة العامة في جامعة نورث كارولينا في تشابل هيل، في عام 1962 سافر الكويت برفقة عائلته ليشغل منصب مدير مشروع إنشاء نظام الصرف الصحي في الكويت، في أوائل عام 1970 سافر الى لبنان، وانتقل بعدها الى الولايات المتحدة الامريكية ولاية كاليفورنيا في أوائل عقد الثمانينيات، عاد الى القدس في يناير 1996 وتوفى في 24 مارس 1999.